# تاکایاما، گیفو
تاکایاما در استان گیفو در کشور ژاپن  واقع شده‌است  که دارای جمعیت ۹۴٬۸۷۹ نفر و مساحت ۲٬۱۷۷٫۶۷ کیلومتر مربع با تراکم جمعیت ۴۳٫۶  نفر در کیلومترمربع است و در تاریخ ۱ نوامبر ۱۹۳۶ به عنوان شهر شناخته شد.